# Downriver
Pour plus de détails, voir Fiche technique et Distribution.
Downriver est un film australien réalisé par Grant Scicluna, sorti en 2015.

## Synopsis
Un jeune homme est accusé d'avoir noyé un petit garçon et est emprisonné dans un centre pour mineurs. Il n'a que peu de souvenirs de ce qui s'est passé.

## Fiche technique
- Titre : Downriver
- Réalisation : Grant Scicluna
- Scénario : Grant Scicluna
- Photographie : László Baranyai
- Montage : Anthony Cox
- Production : Jannine Barnes
- Société de production : Happening Films
- Pays :  Australie
- Genre : Drame, thriller
- Durée : 99 minutes
- Dates de sortie : 
  -  Australie : 7 août 2015 (festival international du film de Melbourne)

## Distribution
- Reef Ireland : James Levy
- Kerry Fox : Paige Levy
- Robert Taylor : Wayne
- Helen Morse : Mary
- Thom Green : Anthony
- Charles Grounds : Damien
- Steve Mouzakis : Gianni
- Lester Ellis Jr. : Joe
- Sebastian Robinson : Amos
- Eddie Baroo : Gary
- Elise McCredie : Sylvia
- Alicia Gardiner : Dana McCarthy
- Elena Mandalis : Rita
- Paige Reinheimer : Nadia
- Shannon Glowacki : Ray

## Sortie et réception

### Première
Le film a été présenté en première au Festival international du film de Melbourne (MIFF) le 7 août 2015, avec beaucoup de publicité. Il a fait salle comble lors des trois projections prévues, et le festival a ajouté une quatrième projection pour satisfaire la demande de billets. La première internationale de Downriver a eu lieu au Festival international du film de Toronto le 15 septembre 2015. Il est sorti en salles en Australie en 2016,,,.

### Réactions critiques
Downriver a reçu de nombreux commentaires positifs de la part des critiques lors de sa première australienne. Ali Schnabel de The Age l'a décrit comme « brutal, granuleux et sans faille [...] peuplé de personnages réels ». Laura Henderson de The Conversation a déclaré qu'il s'agissait d'une « œuvre enchevêtrée, tendue et mercurielle [...] une pièce visuellement époustouflante, avec de superbes performances et une histoire tout à fait captivante ».

## Distinctions
Le film a obtenu l'Iris Prize du meilleur acteur pour Thom Green et de la meilleure actrice pour Kerry Fox. Il a été nommé pour deux AFCA Awards : meilleur scénario et meilleure second rôle féminin pour Kerry Fox.